# مؤسسه زمین

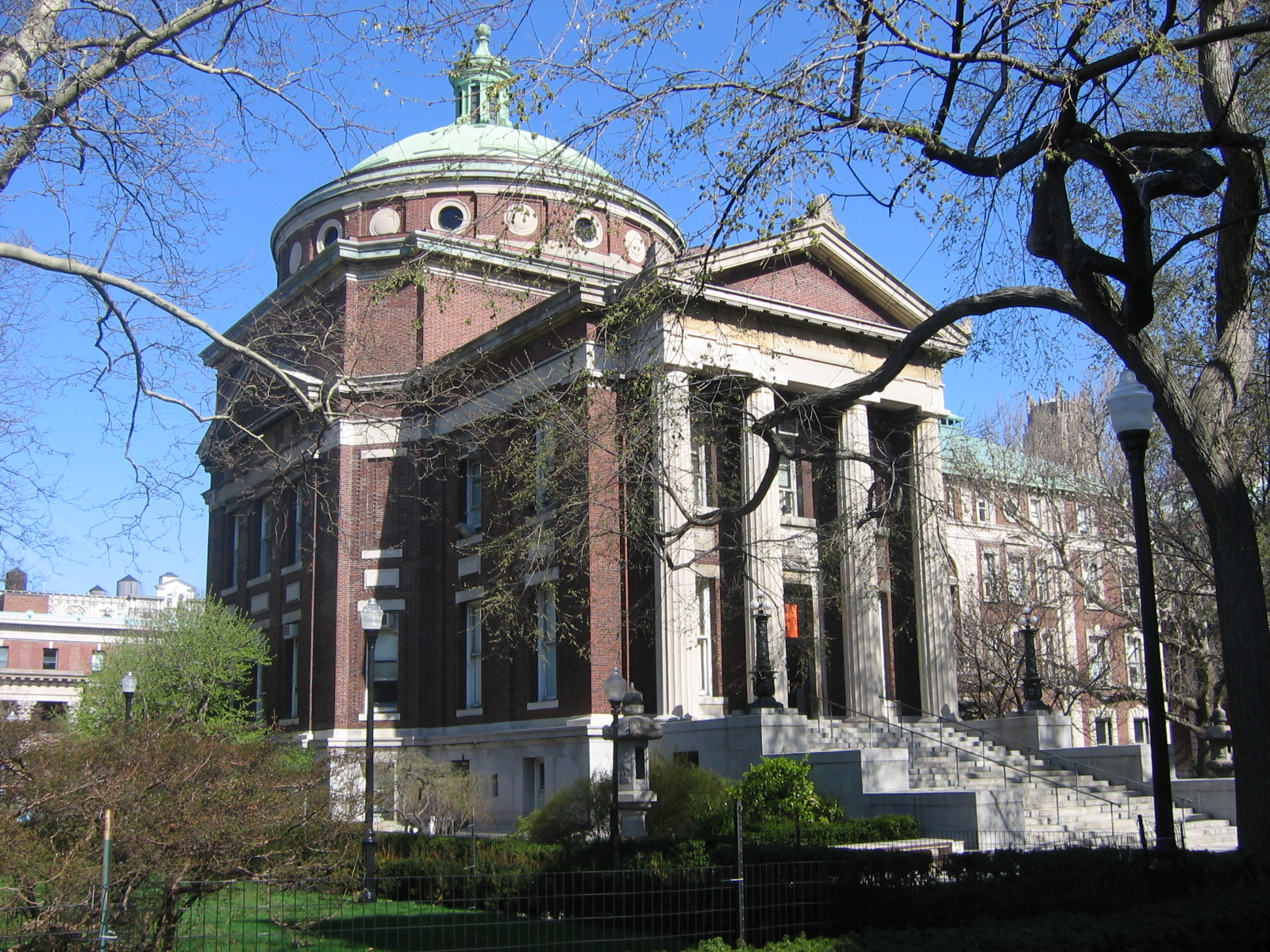
تصویری از موسسه زمین دانشگاه کلمبیا

مؤسسهٔ زمین (به انگلیسی: Earth Institute) مؤسسه‌ای برای دانشگاه کلمبیا است که شامل بیش از ۳۰ مرکز تحقیق و حدود ۸۵۰ دانشمند، همراهان فوق دکترا، کارکنان و دانش‌آموزان است. این مؤسسه دربارهٔ بسیاری از رشته‌ها تحقیق می‌کند و راه‌حل‌هایی برای مشکلات بهداشت عمومی، فقر، انرژی، اکوسیستم، آب‌وهوا و خطرات طبیعی و شهرنشینی ایجاد می‌کند.